# هيروفومي ايتو
هيروفومي ايتو (باليابانية: 伊藤博文؛ بالكانا: いとう ひろふみ) هو لاعب شوغي ‏ ياباني، ولد في 8 فبراير 1960 في ياماتوتاكادا في اليابان.